# Sonic (train)
Pour les articles homonymes, voir Sonic (homonymie).
Le Sonic (ソニック) est un train express existant au Japon et exploité par la JR Kyushu, qui relie la ville de Fukuoka à la ville d'Ōita et de Saiki. Son nom fait référence au mot anglais sonic (sonique).

## Gares desservies
Le Sonic circule de la gare de Hakata à la gare d'Ōita en empruntant les lignes Kagoshima et Nippō. Un aller et retour est prolongé jusqu'à la gare de Saiki.
| Nom des gares |
| ------------- |
| Hakata        |
| Yoshizuka*    |
| Kashii*       |
| Fukuma*       |
| Tōgō*         |
| Orio          |
| Kurosaki      |
| Yahata*       |
| Tobata*       |
| Kokura        |
| Shimo-Sone*   |
| Yukuhashi     |
| Unoshima*     |
| Nakatsu       |
| Yanagigaura*  |
| Usa*          |
| Kitsuki*      |
| Kamegawa*     |
| Beppu         |
| Ōita          |
| Tsurusaki*    |
| Kōzaki*       |
| Usuki*        |
| Tsukumi*      |
| Saiki*        |

Les gares marquées d'un astérisque ne sont pas desservies par tous les trains.

## Matériel roulant
Les services Sonic sont effectués par des rames série 883 et série 885.

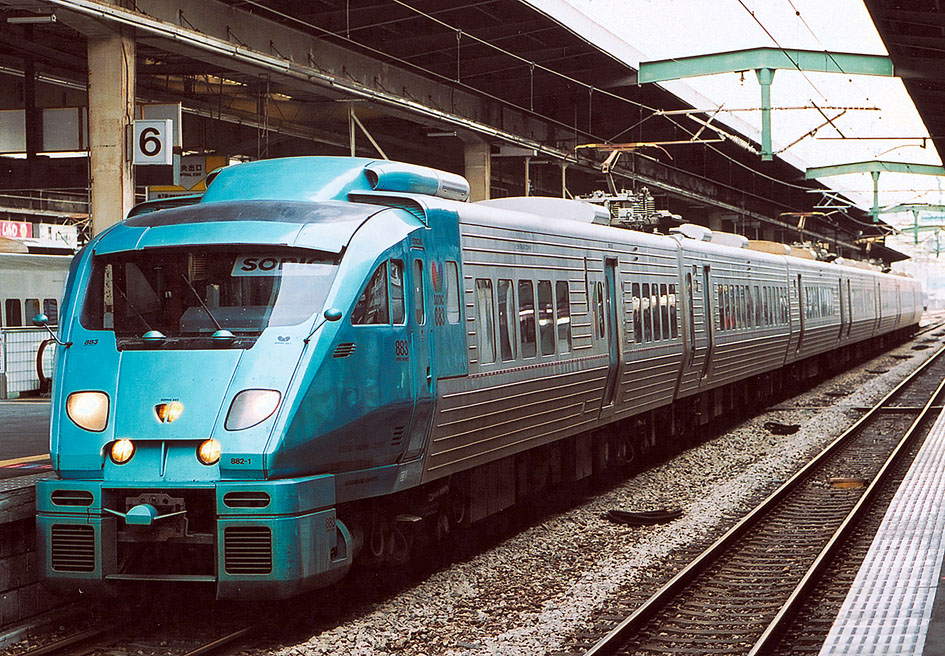
Série 883 (première livrée)
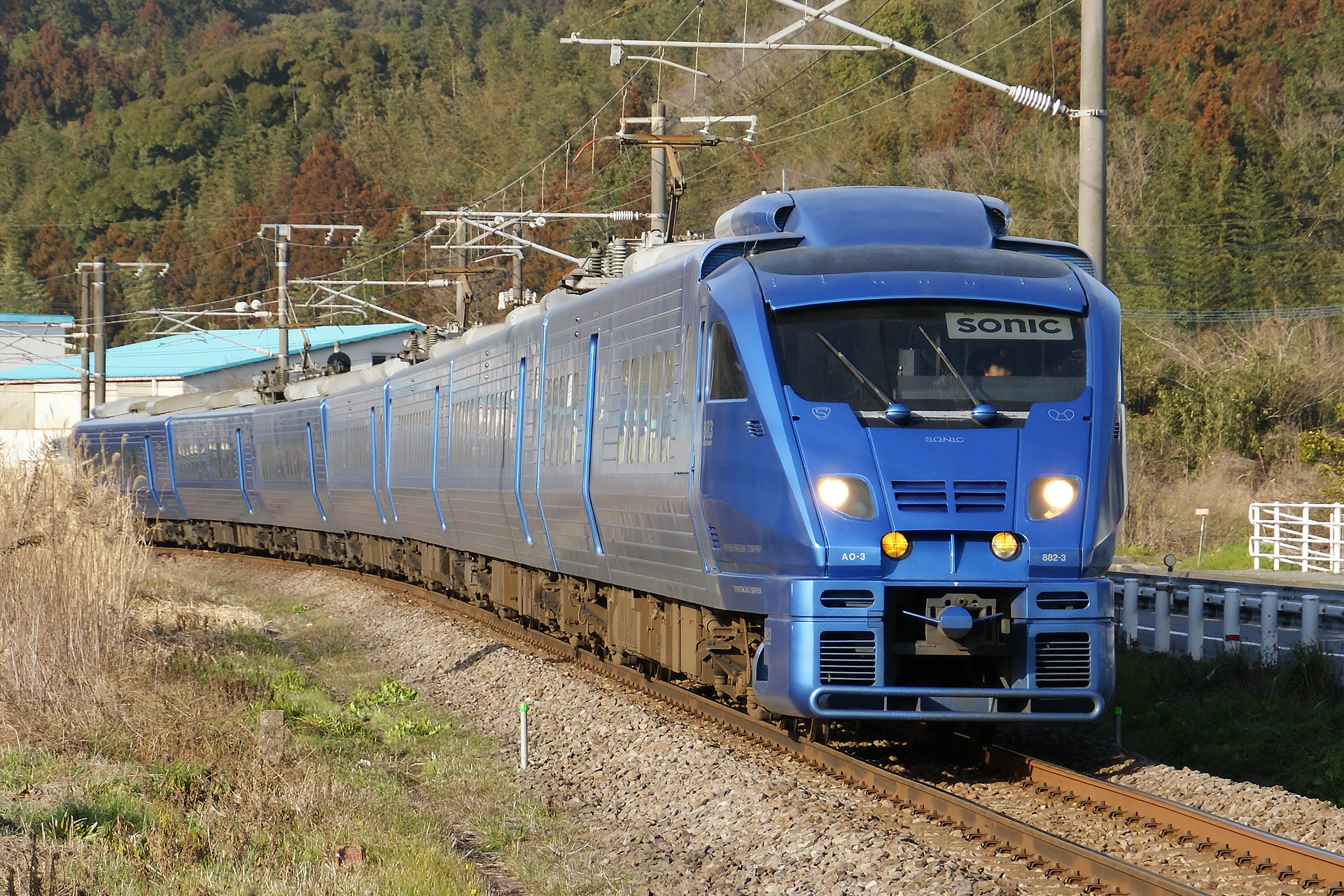
Série 883
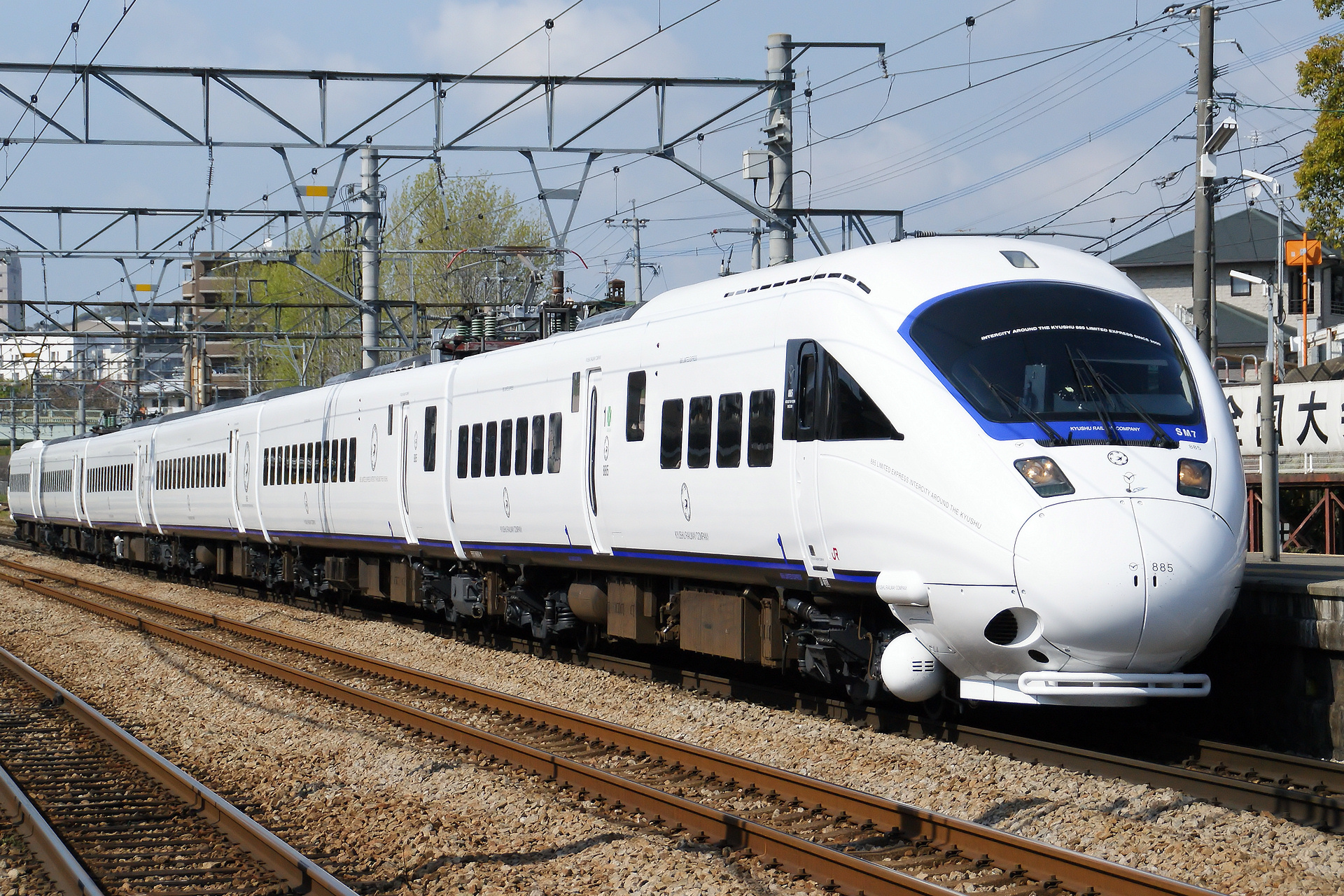
Série 885

## Composition des voitures
- Série 883 :

| N° de voiture | 1     | 2       | 3       | 4           | 5           | 6           | 7           |
| Classe        | Green | Réservé | Réservé | Non réservé | Non réservé | Non réservé | Non réservé |

- Série 885 :

| N° de voiture | 1     | 2       | 3       | 4           | 5           | 6           |
| Classe        | Green | Réservé | Réservé | Non réservé | Non réservé | Non réservé |